# Nationalsport
En nationalsport er en sportsgren eller et spil, som i et givent land har flest udøvere eller tilskuere. Eventuelt kan det også være en sport, der anses for at være en central del af landets kultur.
Selvom der ikke er nogle officielle regler for, hvad der kendetegner en nationalsport, skal de følgende tre krav normalt være opfyldt:
- Sportens regler er til en vis grad kendt i den brede befolkning.
- Sporten udøves i det meste af landet.
- Sporten har historisk set været populær eller oplever netop nu en massiv popularitet.

I visse lande kan en sportsgren eller et spil blive betragtet som nationalsport som følge af en regeringsbeslutning, som det for eksempel var tilfældet med lacrosse i Canada i 1995. I andre lande kan en sportsgrens historie være så lang og traditionsrig, at den betragtes som en de facto-nationalsport. Dette er eksempelvis tilfældet med baseball i USA og sumobrydning i Japan.

## Nationalsport i forskellige lande
NB. Denne liste skal ikke betragtes som autoritativ og kan debatteres.
- Afghanistan: buzkashi
- Albanien: fodbold
- Argentina: Pato[1][2]
- Australien: cricket, australsk fodbold
- Bangladesh: cricket
- Barbados: cricket
- Belgien: cykelsport
- Bhutan: bueskydning
- Bolivia: fodbold
- Brasilien: |Capoeira[3]
- Bulgarien: fodbold
- Canada: ishockey, lacrosse
- Chile: fodbold, chilensk rodeo
- Colombia: fodbold
- Cuba: baseball
- Danmark: fodbold, håndbold
- Dominikanske Republik: baseball
- Ecuador: fodbold
- England: fodbold
- Finland: boboll betragtes almindeligvis som nationalsporten, men andre udbredte sportsgrene er skihop, spydkast og ishockey.
- Island: glima
- Kina: bordtennis
- Japan: baseball, sumo
- Kroatien: vandpolo
- Norge: skisport, men fodbold er den mest udbredte sport.
- Rusland: bandy
- Skotland: golf, rugby, fodbold
- Spanien: fodbold
- Sri Lanka: cricket
- Sverige: Trav, men ishockey, langrend og fodbold nævnes også indimellem som nationalsportsgrene.
- USA: baseball betragtes som "the National Pastime", men amerikansk fodbold er mest udbredt.[4]
- Venezuela: baseball
- Østrig: fodbold, alpin skisport